# Royal British Legion
Royal British Legion (RBL) är en brittisk välgörenhets- och intresseorganisation som stöder personer som tjänstgör eller har tjänstgjort i Storbritanniens väpnade styrkor och deras anhöriga.  Royal British Legion grundades 1921 genom att fyra organisationer gick samman. Bland grundarna fanns Douglas Haig som var brittisk överbefälhavare i första världskriget. Organisation är känd för sitt årligt återkommande Poppy appeal och arrangerar även The Festival of Remembrance.